# Montpellier
Montpellier [mɔ̃pəˈlje, mɔ̃pɛˈlje] ⓘ (okzitanisch Montpelhièr) ist eine der größten Städte an der französischen Mittelmeerküste und gehört zur Région Okzitanien, welche am 1. Januar 2016 durch Zusammenschluss der ehemaligen Regionen Midi-Pyrénées und Languedoc-Roussillon entstanden ist. Von letzterer war Montpellier bis dahin die Hauptstadt. Montpellier ist Sitz der Préfecture des Départements Hérault. Die Einwohnerzahl beträgt 307.101 (Stand 1. Januar 2022) (1999: 225.392), zusammen mit den Vororten liegt die Einwohnerzahl bei über 400.000.

## Geographie
Montpellier liegt etwa 240 km östlich von Toulouse und 170 km westnordwestlich von Marseille in hügeligem Gebiet, etwa 10 km von der Mittelmeerküste entfernt, am Fluss Lez.
Der ursprüngliche Name Monspessulanus leitet sich entweder vom Mont Pelé (nackter Hügel, vegetationsarm), dem Mont de la Colline oder dem Monte Pestelario ab.

## Geschichte
Montpellier ist eine der wenigen bedeutenden französischen Städte ohne antiken Hintergrund. Es wurde erstmals am 26. November 986 urkundlich erwähnt, als Graf Bernard de Melgueil (Melgueil entspricht dem heutigen Mauguio) Wilhelm I. Land an der antiken Via Domitia, zwischen den Flüssen Lez und Mosson für seine selbstlosen Verdienste überschrieb. Seine Erben errichteten eine Burg, die ein Schloss und eine Kapelle beherbergte. Durch die hervorragende Lage zwischen Katalonien und Italien an der Via Domitia neben dem Hafen Lattes wurde Montpellier schnell ein Handelszentrum mit Verbindungen über das Mittelmeer, nach Spanien und nach Nordeuropa und entwickelte eine gemischte Bevölkerung aus Juden, Moslems und Christen. Es siedelten sich Goldschmiede, Tuchmacher und auch Kaufleute an, und noch heute erkennt man an den Straßennamen im historischen Zentrum, mit welcher Ware dort Handel getrieben wurde. An der Wende des 13. zum 14. erreicht die 1137 erstmals erwähnte Hochschule von Montpellier, die über bedeutende Dozenten wie Bernhard von Gordon verfügte, als Ausbildungsstätte für Mediziner einen Höhepunkt. Am 9. November 1202 endete die Dynastie der Herren von Montpellier aus der Familie der Guilhems (auf Deutsch Wilhelm) mit dem Tod von Wilhelm VIII.
Montpellier kam über die Hochzeit von Marie von Montpellier mit Peter II. aus Aragon im Jahre 1204 und deren Tod 1213 in den Besitz der Könige von Aragon. Montpellier erhielt 1204 die Stadtrechte und das Recht, jährlich zwölf regierende Stadträte zu ernennen. Die sehr weiträumigen Privilegien blieben bis zum Tod von Jakob II. erhalten.
Im Mittelalter wurde die Via Domitia als Pilgerweg nach Santiago de Compostela benutzt. Die Kirche Notre-Dame-des-Tables in Montpellier war ein bedeutender Halt für die Jakobspilger. Durch den Pilgertourismus und durch die Vertreibung der Juden und Mauren aus Spanien entwickelten sich in Montpellier einige Hospitale und karitative Einrichtungen. 1220 gründete Stadtrat Konrad von Urach (nach 1170–1227), Legat des Papstes Honorius III., die medizinische Schule Montpellier. Ende des dreizehnten Jahrhunderts war der Ruf der Schule schon legendär.
1289 erhielt die medizinische Schule durch Papst Nikolaus IV. den Status einer Universität verliehen. Die Universität wurde von der jüdischen, arabischen und christlichen Kultur gleichermaßen geprägt. Anhänger aller genannten Kulturen studierten dort. Dies war ein geradezu revolutionärer Zustand, dem die Universität ihre enorme Fortschrittlichkeit zu verdanken hatte. Montpellier wurde 1349 durch König Jakob III. von Mallorca an den französischen König Philipp VI. von Frankreich verkauft, um die Kriegskasse im Kampf gegen Peter IV. von Aragón zur Rückeroberung von Mallorca zu füllen. Die Stadt war nach Paris die zweitwichtigste im französischen Königreich. Doch in der zweiten Hälfte des 14. Jahrhunderts verlor die Stadt mehr als ein Drittel ihrer Bevölkerung durch Seuchen.
Anfang des 15. Jahrhunderts erlebte die Stadt einen wirtschaftlichen Aufschwung dank ihres Nachbarhafens Lattes und eines kaufmännischen Genies namens Jacques Cœur, Geldgeber des Königs von Frankreich Karl VII. In dieser wirtschaftlichen Blütezeit leistete sich die medizinische Fakultät einen Pflanzengarten (1593-Jardin des Plantes) den man noch heute besichtigen kann und der älteste seiner Art in Frankreich ist. Nach weiterem Wachstum zog schließlich 1536 der Bischof von Maguelone in die Nachbargemeinde Montpelliéret, welche später von Montpellier vereinnahmt wurde (siehe Erzbistum Montpellier). Die Kathedrale Saint-Pierre wurde an der Stelle des Klosters Saint-Benoît (gegründet 1364) erbaut. Im 16. Jahrhundert gewannen die Hugenotten immer mehr an Einfluss in der Stadt, bedingt auch durch die Hugenottenkriege, die dazu führten, dass die Hugenotten Frankreichs in den Süden zurückgedrängt wurden. Nach 36 Jahren Krieg brachte das Edikt von Nantes 1598 der Stadt für die nächsten 20 Jahre Frieden.
Ludwig XIII. von Frankreich führte trotz des Ediktes von Nantes Krieg gegen die Hugenotten. Er ließ die Stadt 1622 belagern und eroberte sie nach zwei Monaten. 
 Doch durch den starken Widerstand der Hugenotten vor allem in La Rochelle sowie Montauban erkannte der König schließlich im Frieden von Montpellier am 21. Oktober 1622 das Edikt von Nantes an. Um jeden zukünftigen Widerstand im Keim zu ersticken, ließ Kardinal Richelieu eine gewaltige Zitadelle direkt vor den Toren der Stadt errichten. Montpellier wurde zum Verwaltungszentrum des niederen Languedoc. Im Edikt von Fontainebleau wurde 1685 das Edikt von Nantes widerrufen und die katholische Religion als einzige Staatsreligion festgelegt. Es kam zu einer Massenflucht der Hugenotten aus Frankreich. 1693 wurde der Arc de Triomphe Porte du Peyrou zu Ehren Ludwig XIV. und dessen Sieg über die Hugenotten in Montpellier eingeweiht. 
Die Industrialisierung machte im 19. Jahrhundert aus der Stadt ein regionales Industriezentrum. 1943/44 unterhielt die Kriegsmarine ein Marinelazarett in Montpellier. Nach den Entbehrungen des Zweiten Weltkriegs, die vor allem die Kinder hart getroffen hatten, trat 1946 ein besonders kalter Winter ein. In Montpellier fiel das Thermometer im Januar 1947 auf minus 15 Grad Celsius. Ende 1955 fand eine Truppenmeuterei gegen Entsendungen in den Algerienkrieg statt. In den 1960ern sorgte die Einwanderung der französischen Algerier, der sogenannten „Pieds-noirs“, für ein rasantes Wachstum. 
Der Sozialist Georges Frêche wurde 1977 zum Bürgermeister gewählt. Unter seiner Leitung änderte sich das Stadtbild rapide. In seiner Amtszeit wurde u. a. das Antigone gebaut, eine Sozialbau-Siedlung im postmodernen „römischen Stil“ im Osten des Stadtzentrums. Montpellier wandelte sich von einer südfranzösischen Großstadt zu einer Metropole mit starkem internationalen Einfluss. So besitzt es u. a. ein internationales Orchester, ein Zentrum des Modern Dance, das Kongresszentrum Corum sowie ein Messegelände. Es gibt das Festival RadioFrance und das Festival Montpellier Danse. Das 2012 eingeleitete Projekt für ein Musée de l’Histoire de la France et de l’Algérie (MHFA) wurde 2014 abgebrochen, zu groß waren die Widerstände dagegen.

## Demografie

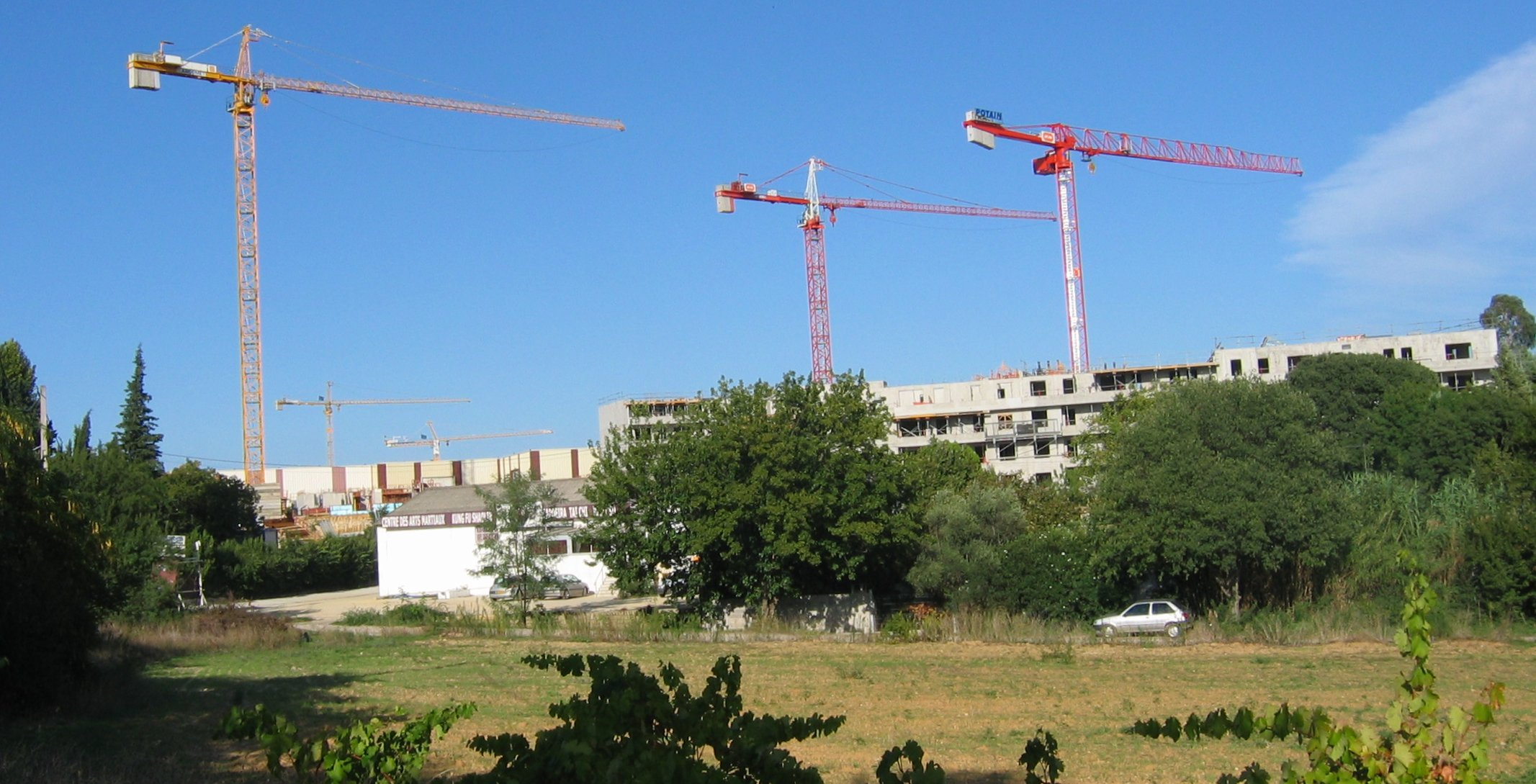
Montpellier hat ein fortlaufendes Bevölkerungswachstum.

Im Laufe der ersten Hälfte des 20. Jahrhunderts verzeichnete Montpellier ein geringes Bevölkerungswachstum, im Schnitt 0,47 % pro Jahr. Danach steigerte sich das Wachstum explosionsartig auf durchschnittlich 2,2 % pro Jahr zwischen 1954 und 1999 mit einem Rekordwachstum von 5,3 % zwischen 1962 und 1968. Dies waren die Jahre, in denen die „Pieds-noirs“ aus Algerien nach Frankreich geflohen sind. Nach Hochrechnung des INSEE hatte Montpellier im Jahre 2004 244.100 Einwohner. Dadurch wurde Montpellier die achtgrößte Stadt Frankreichs vor Bordeaux. Mit seinem enormen Bevölkerungswachstum belegt Montpellier seit Jahren die vordersten Plätze in Frankreich.
Nach der Volkszählung von 1999 setzt sich die Bevölkerung Montpelliers aus 20,9 % Menschen im Alter von 0–19 Jahren, 60,7 % im Alter von 20–59 Jahren und 18,4 % im Alter von über 60 Jahren zusammen.
| 1806 | 1820     | 1876     | 1901     | 1911     | 1921     | 1936     | 1946     | 1954     | 1962     | 1968     | 1975     | 1982     | 1990     | 1999    | 2004     |
| --- | -------- | -------- | -------- | -------- | -------- | -------- | -------- | -------- | -------- | -------- | -------- | -------- | -------- | ------- | -------- |
| 33264 | 35123    | 55258    | 75950    | 80230    | 81548    | 90787    | 93102    | 97501    | 118864   | 161910   | 191354   | 197231   | 207996   | 225392  | 244100   |
| - | 0,39 %** | 0,81 %** | 1,28 %** | 0,55 %** | 0,16 %** | 0,72 %** | 0,25 %** | 0,58 %** | 2,51 %** | 5,29 %** | 2,42 %** | 0,43 %** | 0,67 %** | 0,9 %** | 1,61 %** |
| Anzahl rückläufig seit 1962: Bevölkerung ohne Doppelzählung                                                    |          |          |          |          |          |          |          |          |          |          |          |          |          |         |          |
| * alljährliche Ermittlung (neue Methode der Volkszählung) **Steigerung Pro Jahr bezogen auf die letzte Zählung |          |          |          |          |          |          |          |          |          |          |          |          |          |         |          |

## Politik
Nach Georges Frêche (PS) (1977–2004) war Hélène Mandroux (PS) von 2004 bis 2014 Bürgermeisterin, nach ihr von 2014 bis 2020 Philippe Saurel und seit 2020 ist Michaël Delafosse (PS) Bürgermeister.

## Wirtschaft
Die Stadt ist ein Industriezentrum und bekannt für Medizintechnik, Metallverarbeitung, Druckindustrie, Chemikalien, Agrartechnik, Textilien und Weinerzeugung.

## Verkehr

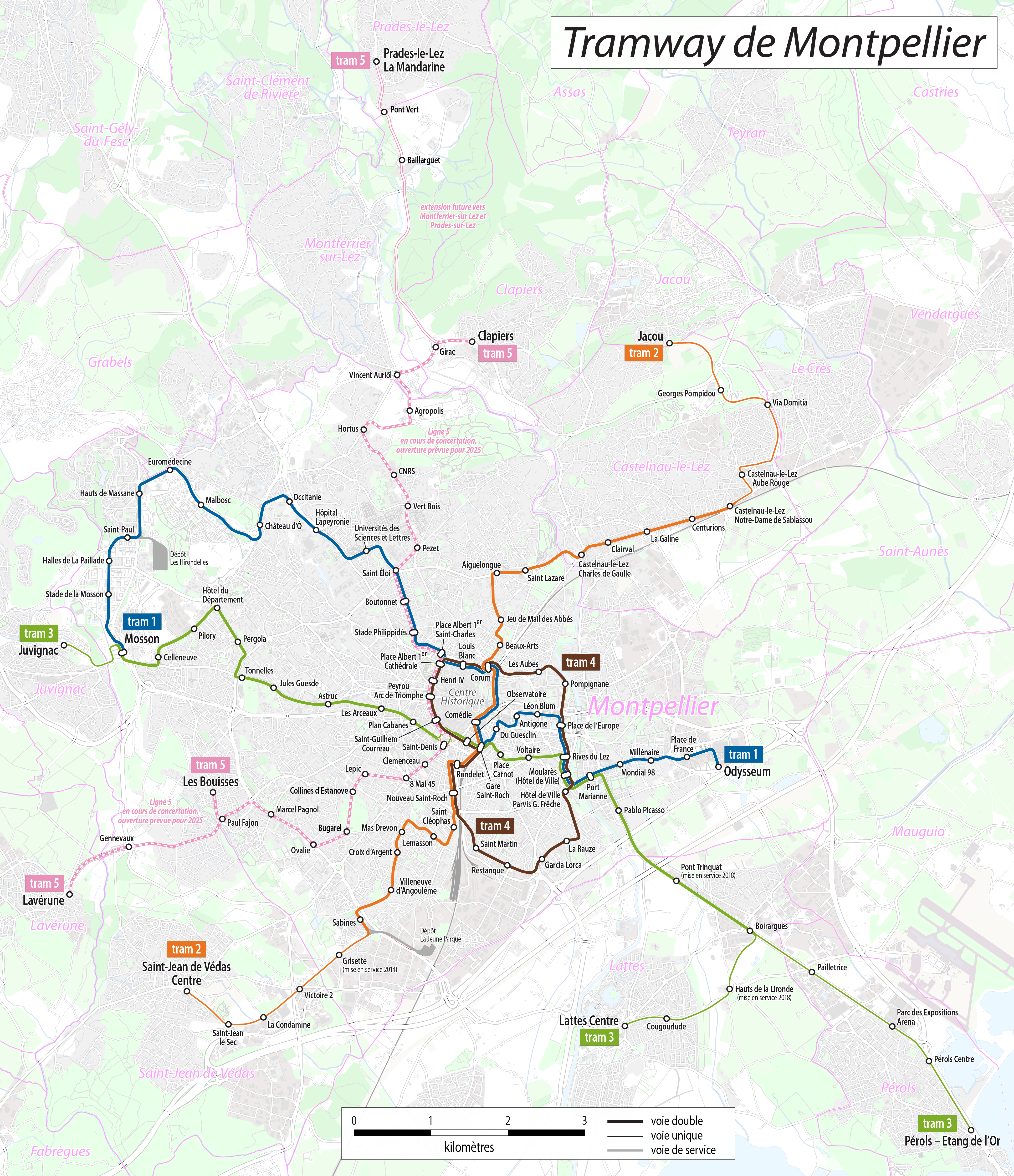
Straßenbahnnetz Montpellier

Montpelliers Flughafen Aéroport International de Montpellier Méditerranée liegt rund 12 Kilometer südöstlich des Stadtzentrums nahe der Küste des Mittelmeers. Der Flughafen wurde im Jahr 2009 von rund 1,2 Millionen Fluggästen genutzt.
Der wichtigste Bahnhof ist Montpellier-Saint-Roch im Stadtzentrum, von dem aus Paris seit der Fertigstellung der Schnellfahrstrecke LGV Méditerranée in 3 Stunden 19 Minuten erreicht werden kann. Mit dem Contournement de Nîmes et Montpellier, welches die LGV Méditerranée nach Südwesten verlängert, erhielt Montpellier einen weiteren Bahnhof Montpellier-Sud-de-France auf halbem Weg zum Flughafen für einen Teil des durchgehenden TGV-Verkehrs. Eine weitere Verlängerung der Hochgeschwindigkeitsstrecke nach Perpignan mit Anschluss an die bestehende Strecke zur spanischen Grenze und weiter Richtung Barcelona ist unter dem Namen Neubaustrecke Montpellier–Perpignan im Planungsstadium.
Der öffentliche Nahverkehr wird durch die Transports de l’agglomération de Montpellier (TaM) durchgeführt. Diese betreibt zahlreiche Buslinien und vier Straßenbahnlinien in der Region. Eine fünfte Straßenbahnlinie ist im Bau. Die TaM betreibt außerdem den Fahrradverleih Vélomagg mit 1200 Fahrrädern. Alle Einwohner Montpelliers werden seit dem 21. Dezember 2023 kostenlos befördert, nachdem zuvor bereits seit dem 1. September 2021 Einwohner unter 18 und ab 65 Jahren gratis mit dem ÖPNV der Stadt fuhren.
Autobahn: A 9 und A 7 (via Rhônetal) oder A 75 (über das Zentralmassiv mit dem Viadukt bei Millau zwischen Clermont-Ferrand und Béziers)

## Bildung

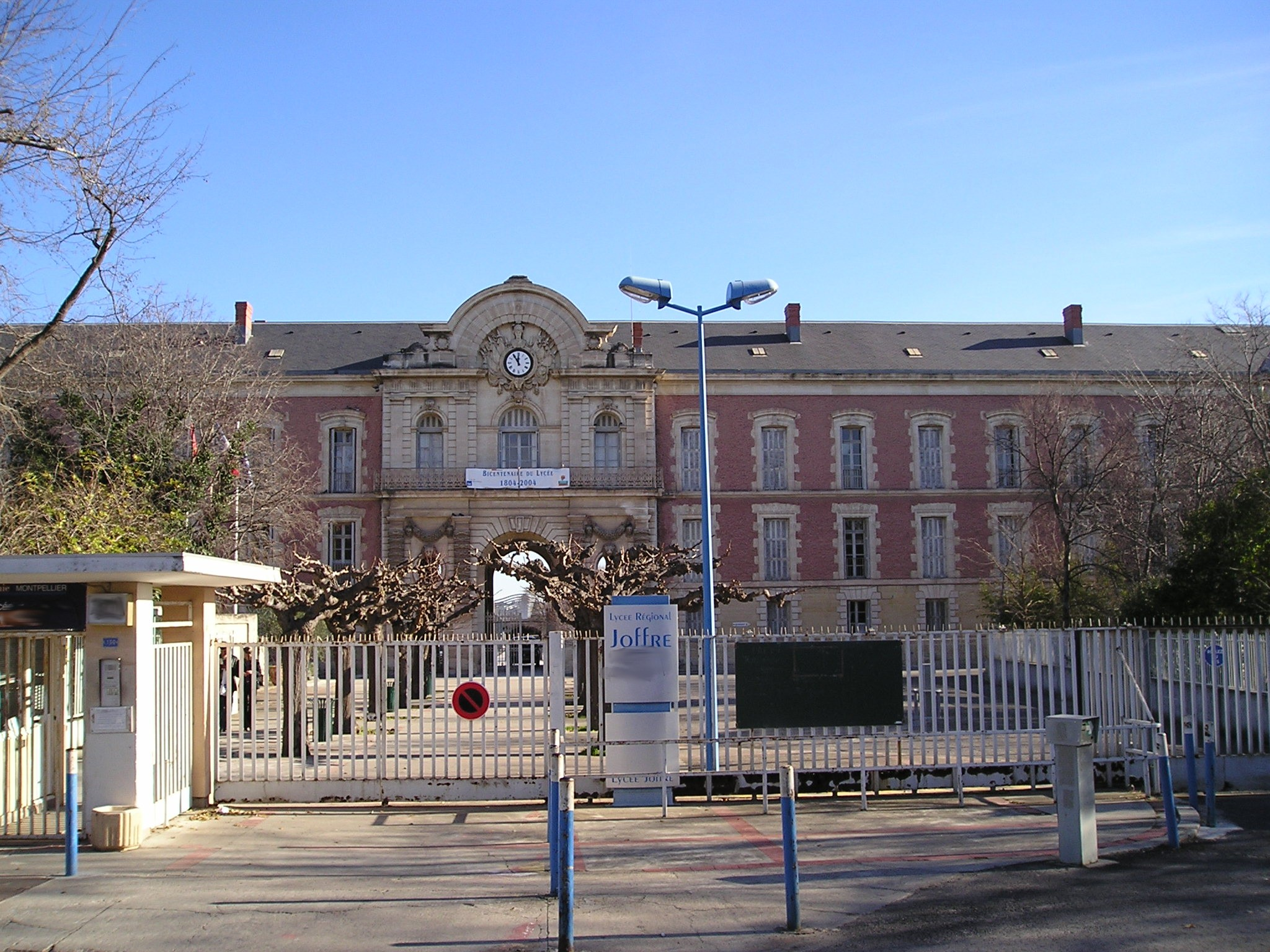
Das Joffre-Gymnasium im Inneren der Citadelle de Montpellier

Montpellier ist heute neben Paris, Toulouse und Aix-en-Provence eine der größten Studentenstädte Frankreichs. Mit mehr als 60.000 Studenten ist jeder vierte Bewohner der Stadt an einer der zahlreichen Hochschulen eingeschrieben.
Heute gibt es drei Universitäten in Montpellier.
Darüber hinaus gibt es mehrere Grandes écoles in Montpellier:
- École Nationale Supérieure de Chimie, Hochschule für Chemie
- École Nationale de l'Aviation Civile, Luftfahrtuniversität
- Institut national d’études supérieures agronomiques de Montpellier, Hochschule für Agrarwissenschaften
- Montpellier Business School, Hochschule für Betriebswirtschaftslehre

Außerdem ist Montpellier Sitz einer von zwei französischen Fakultäten für Evangelische Theologie, des Institut Protestant de Théologie. Es hat den Status einer unabhängigen Fakultät, der Faculté de Théologie Protestante de Montpellier. Seit 1972 bildet sie mit der Faculté de Théologie Protestante de Paris das Institut Protestant de Théologie. Seit 2006 besteht wechselseitige Anerkennung der Studienleistungen mit der Université Paul-Valéry-Montpellier III; seit 2007 beteiligt sich die Fakultät zudem an den Ecoles Doctorales dieser Universität.

## Sehenswürdigkeiten

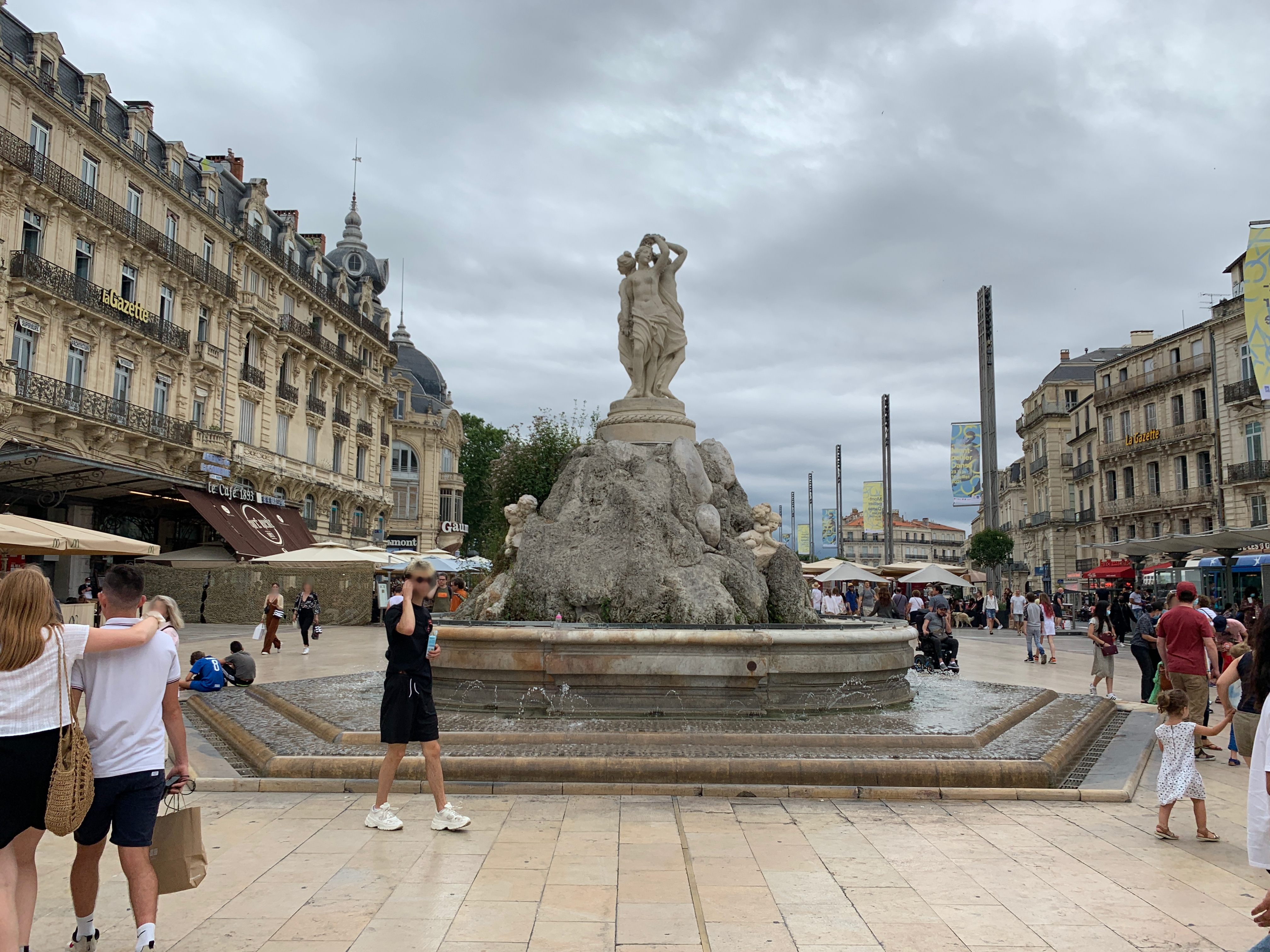
Charitenbrunnen (Les Trois Grâces) auf der Place de la Comédie

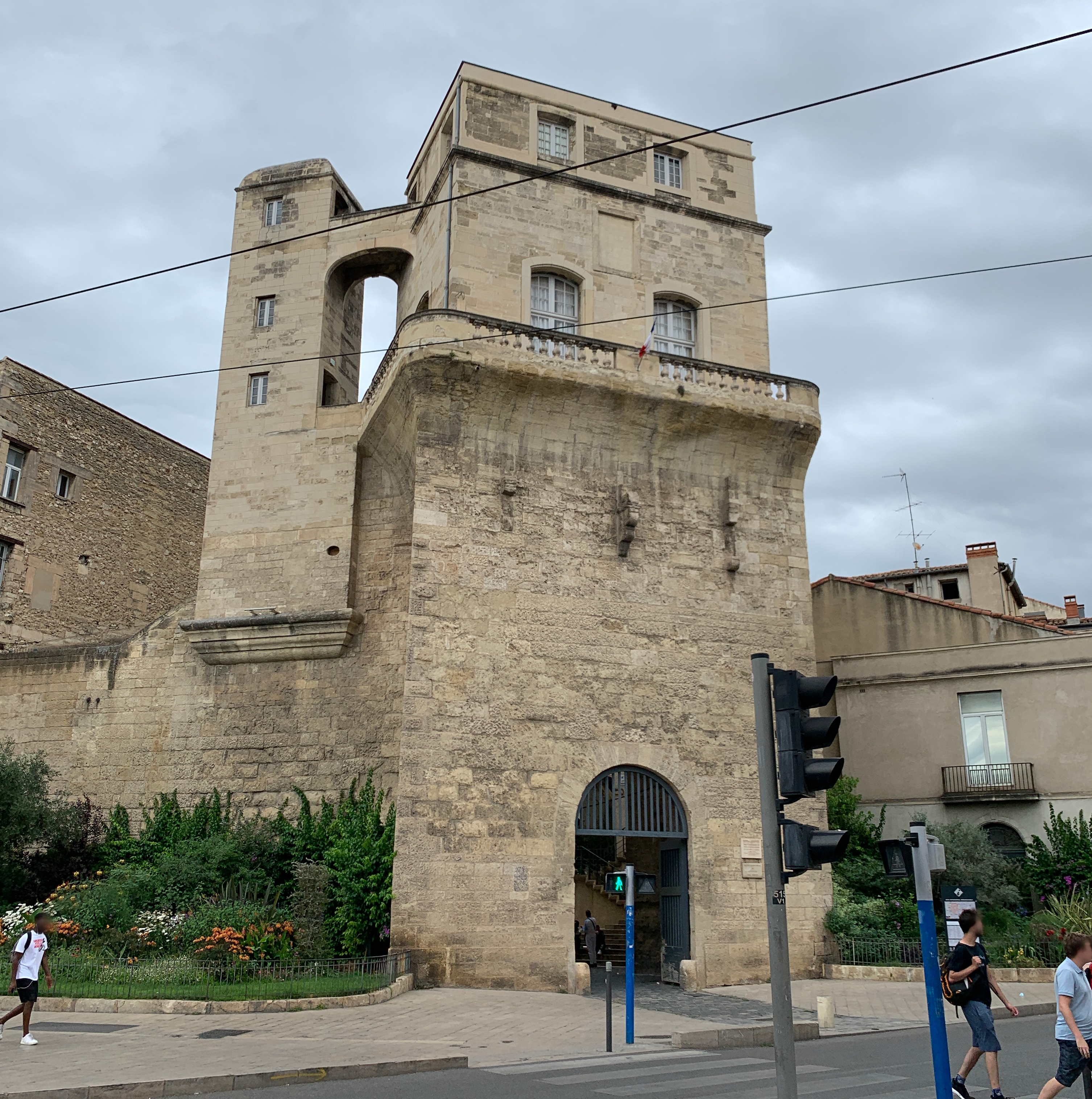
Turm der ehemaligen Stadtbefestigung, Tour de la Babote

- Die Place de la Comédie: Zwischen dem Hauptbahnhof und der Altstadt gelegen mit dem Brunnen der drei Grazien (Les trois graces) von Étienne Dantoine, der Oper und den charakteristischen Gebäuden. Wegen seiner ovalen Form wird der Platz auch „das Ei“ (l’œuf) genannt. Er gilt als Zentrum und Treffpunkt der Einwohner.
- Die Kathedrale Sankt Peter (Saint-Pierre): Nach dem Willen Papst Urbans V. Ende des 14. Jahrhunderts erbaut
- Medizinische Fakultät: Gleich neben der Kathedrale, gegründet 1220 gilt sie als eine der ältesten Europas mit berühmten Absolventen wie François Rabelais.
- Die Kirchen Sainte Anne, die heute als Ausstellungshalle genutzt wird, und Saint Roch im historischen Zentrum.
- Der Triumphbogen Porte du Peyrou: 1691 im dorischen Stil gebaut, später zu Ehren Ludwigs XIV. erweitert, befindet sich am Ende der Rue Foch gleich neben dem Justizpalast.
- Die Promenade du Peyrou: Gegenüber dem Triumphbogen, Ende des 17. Jahrhunderts auf dem höchsten Punkt Montpelliers angelegt, bietet es einen Ausblick auf die umliegenden Stadtviertel und das Aquädukt, welches auch das dort gelegene Wasserreservoir mit seinen beiden 22 Meter hohen Arkaden speist. In der Mitte des Platzes befindet sich eine Statue Ludwigs XIV.
- Der Aquädukt St–Clément: Im 17. Jahrhundert entstanden, erstreckt sich die Wasserleitung über eine Länge von 800 m durch das Stadtviertel Les Arceaux. Die ganze Wasserleitung führte von der 14 Kilometer entfernten Quelle bei St. Clément in die Stadt und füllte einen Wassertank nahe dem Triumphbogen, von wo aus Springbrunnen und öffentliche Wasserentnahmestellen befüllt wurden.
- Der Jardin des plantes: Der erste botanische Garten Frankreichs, angepflanzt im Jahr 1593.
- Musée Fabre: Das 1828 vom Maler François-Xavier Fabre gegründete Museum ist mit einer Kunstschule verbunden. Das Museum besitzt eine der bedeutendsten öffentlichen Gemäldesammlungen Frankreichs.
- Musée Atger: Kunstmuseum in der Medizinischen Fakultät der Universität Montpellier mit Zeichnungen und Drucken französischer, italienischer und flämischer Meister
- Musée Fougau: Volkskundliches Museum in einem Hôtel particulier des 18. Jahrhunderts
- Pavillon Populaire: 1891 errichtetes Ausstellungsgebäude an der Esplanade Charles de Gaulle mit Wechselausstellungen zur Fotografie
- Tour de la Babote: Ein ehemaliger Stadtturm, heute Sitz der astronomischen Gesellschaft, die dort ein Observatorium betreibt.
- Das Stadtviertel Antigone: Östlich des Stadtzentrums mit mehreren großen Monumentalbauten des katalanischen Architekten Ricardo Bofill, die im neoklassizistischen Stil gebaut sind.
- Mittelalterliche Mikwe

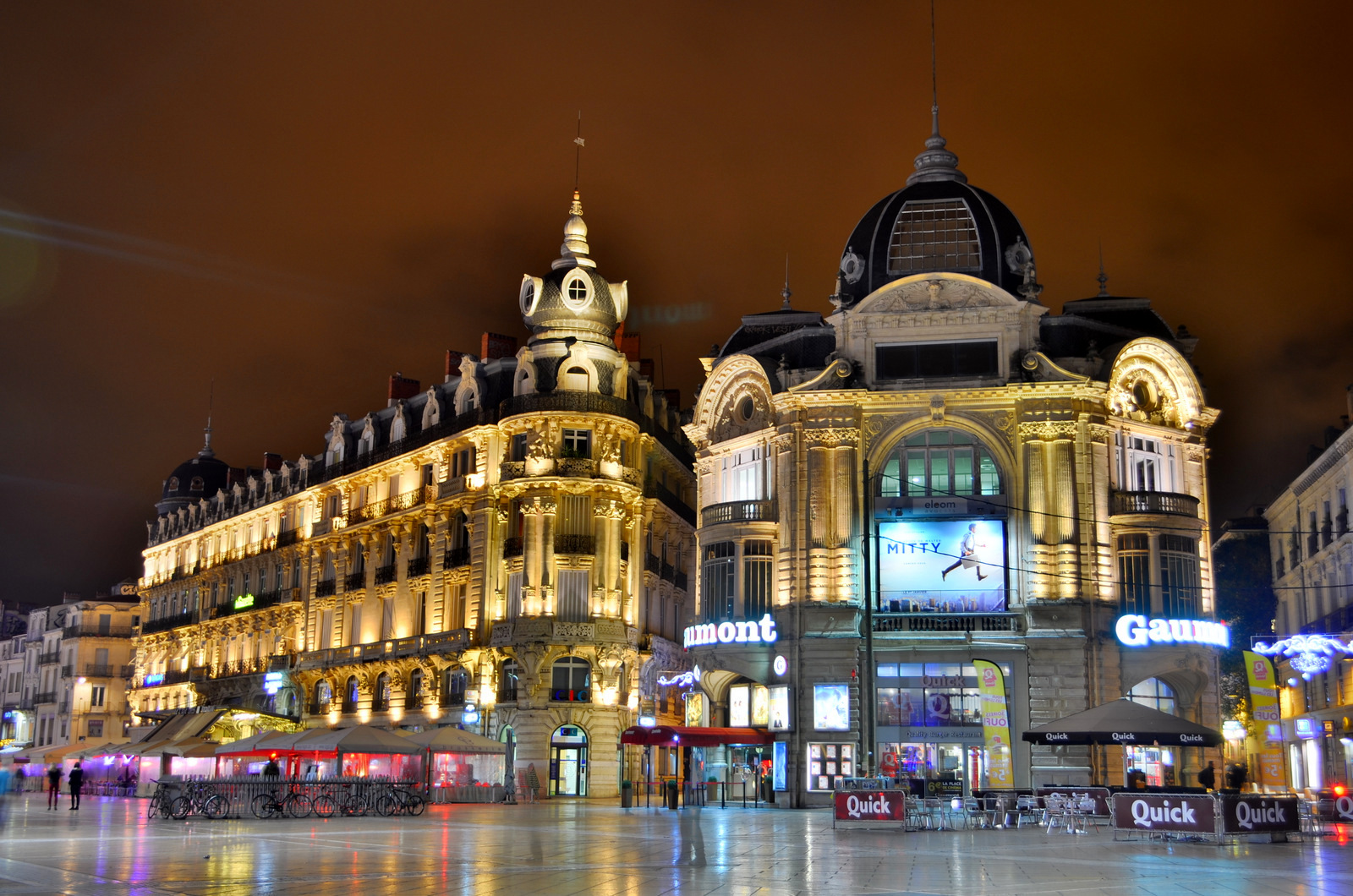
Place de la Comédie
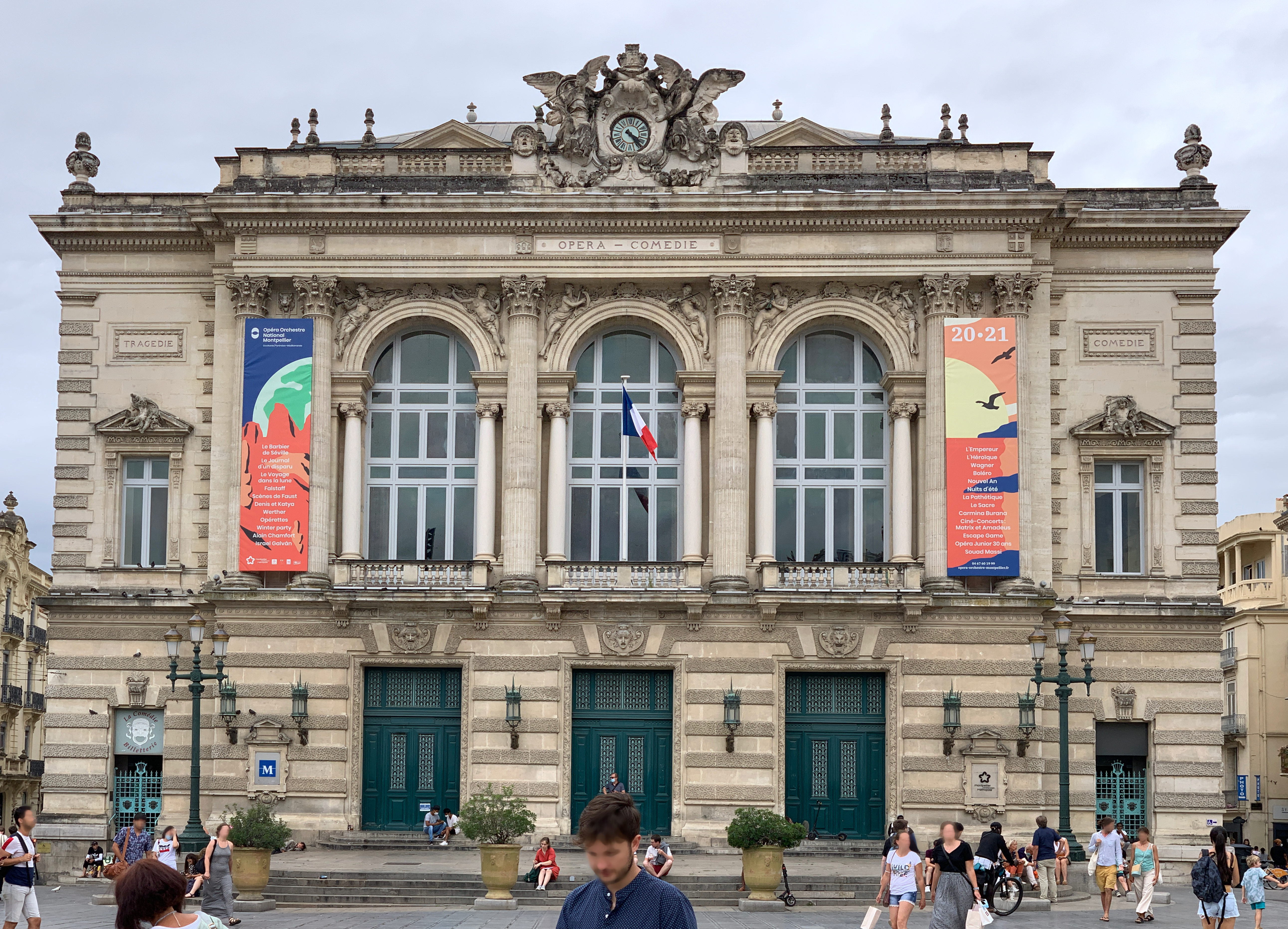
Oper
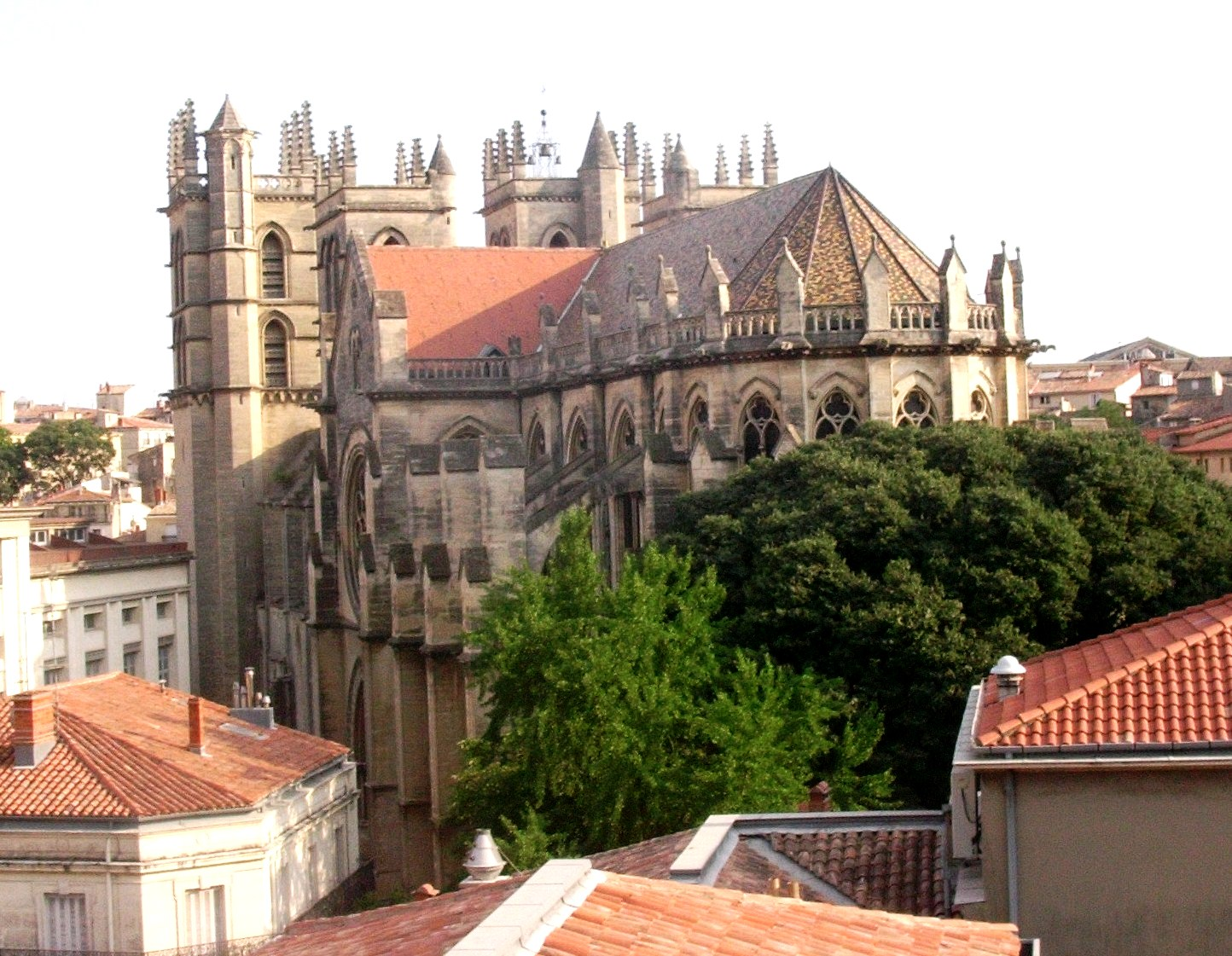
Kathedrale St Pierre
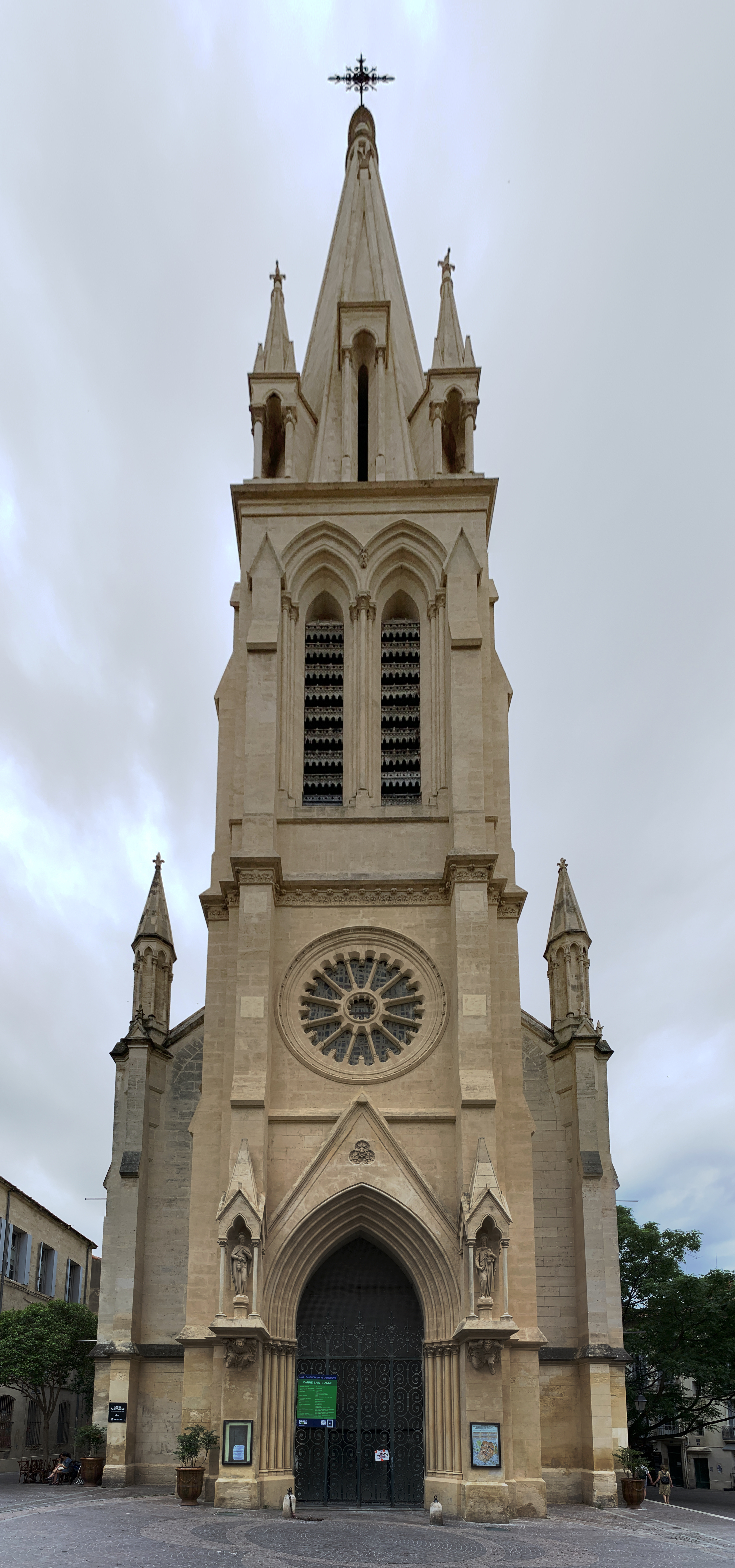
Ste Anne
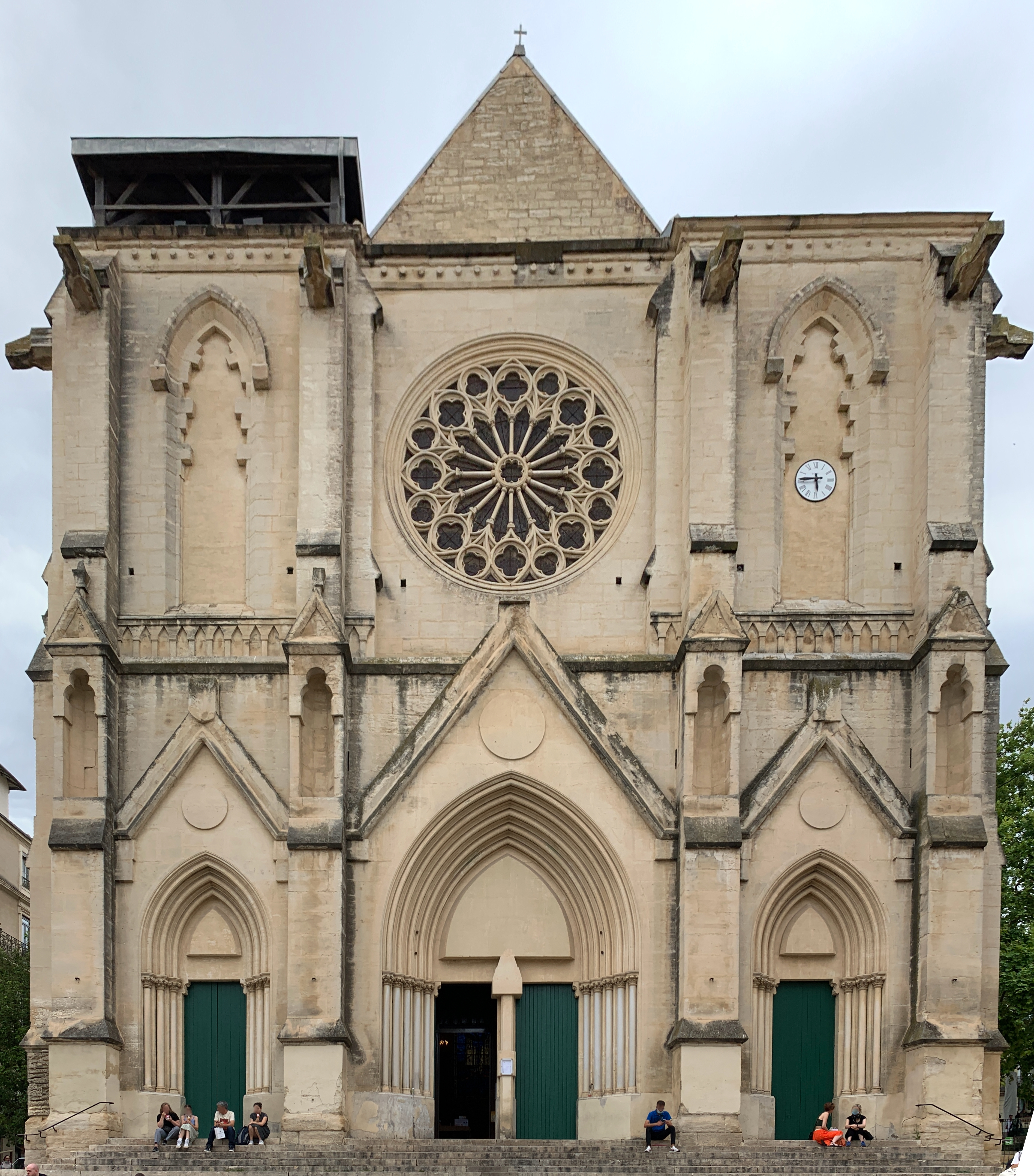
St Roche
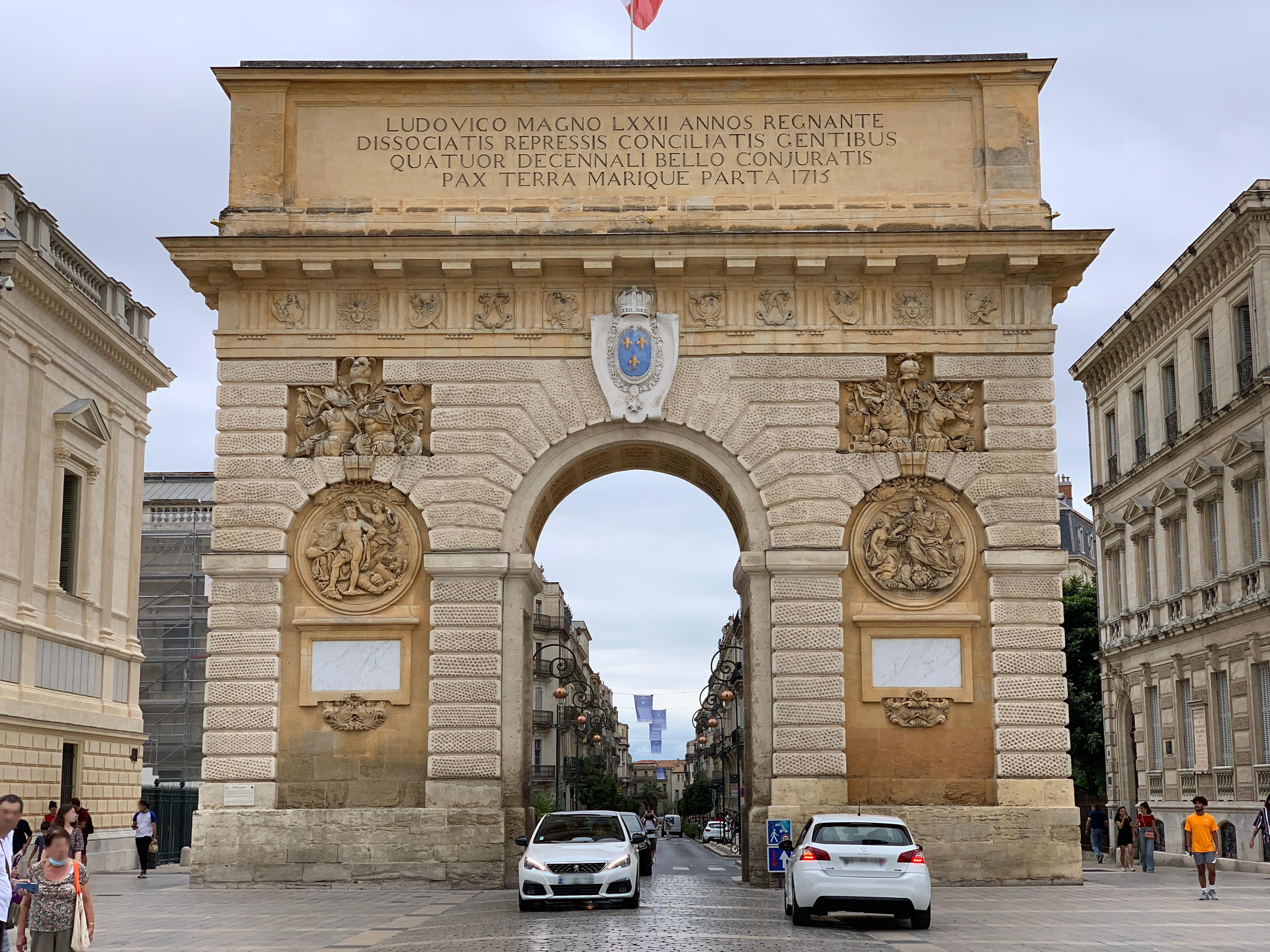
Triumphbogen Porte du Peyrou
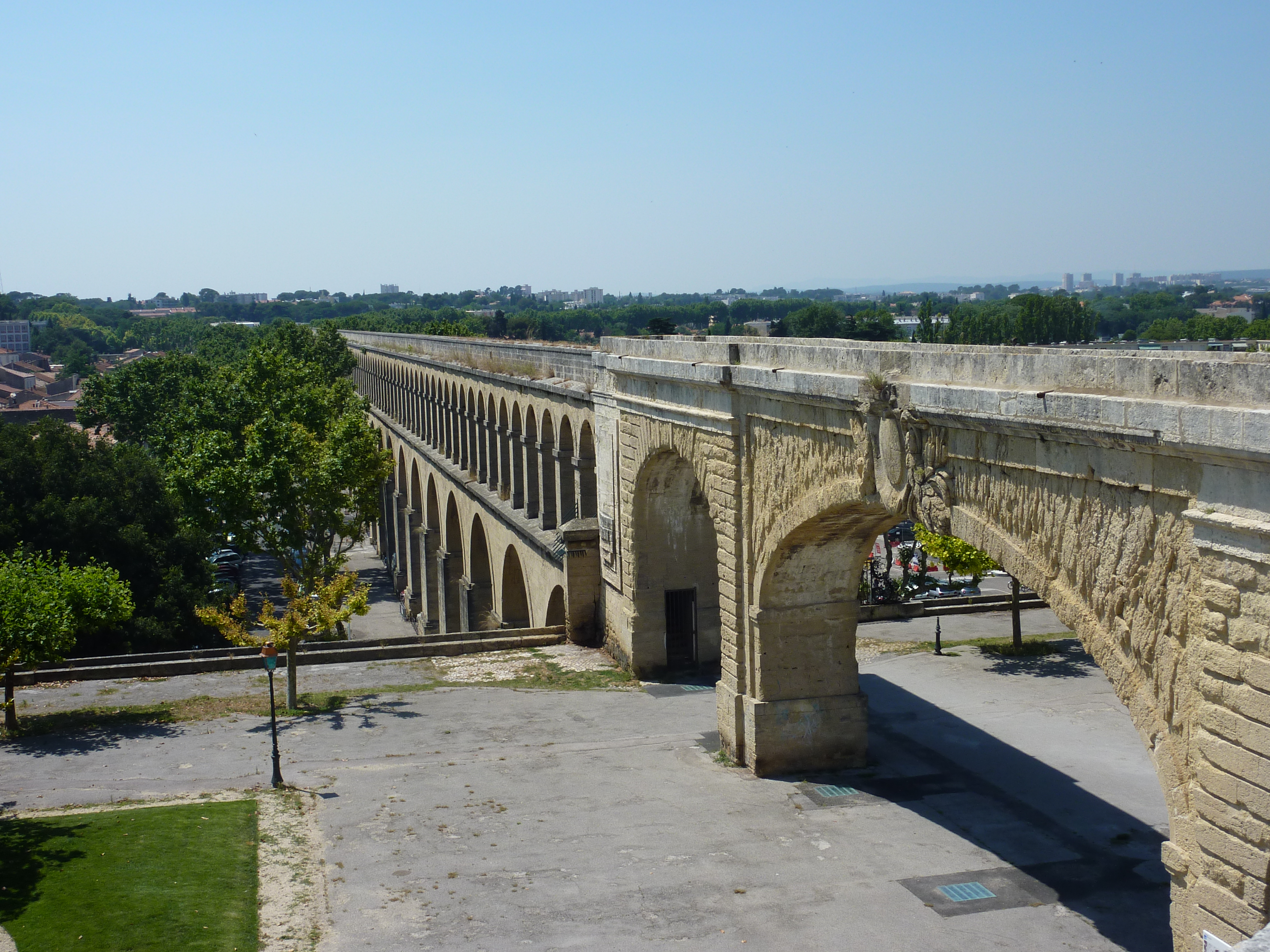
Aqueduc de Saint-Clément
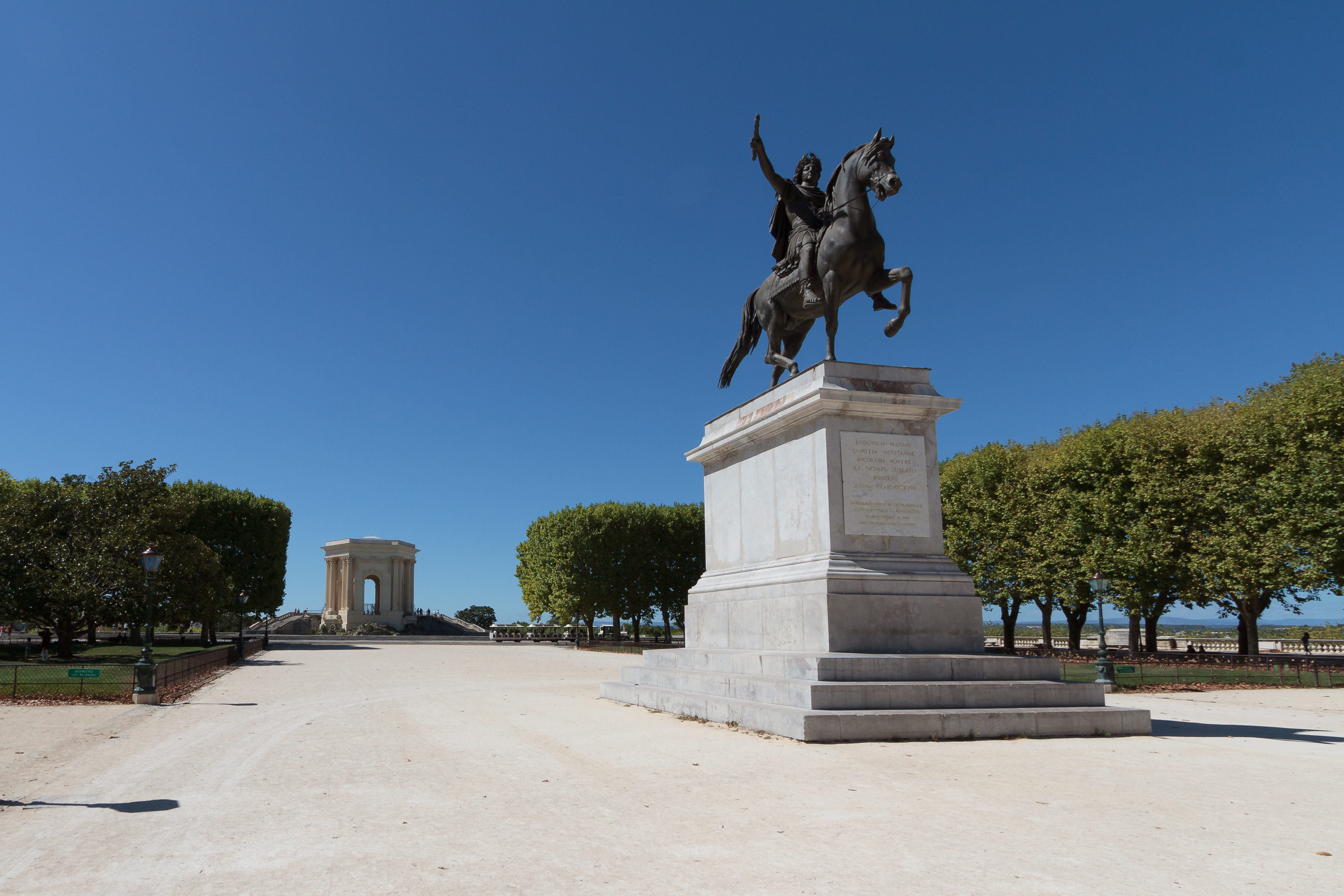
Promenade du Peyrou
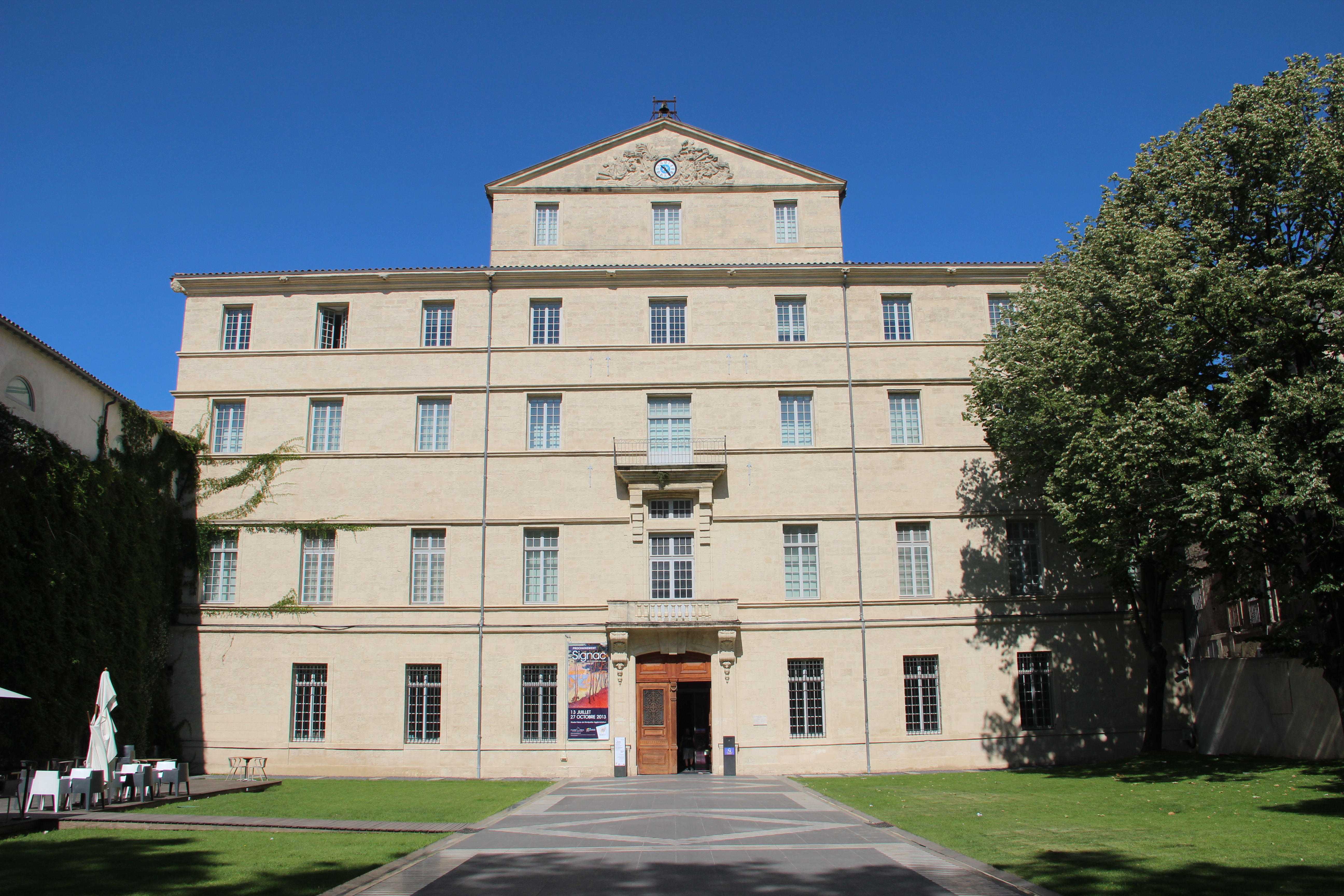
Musée Fabre
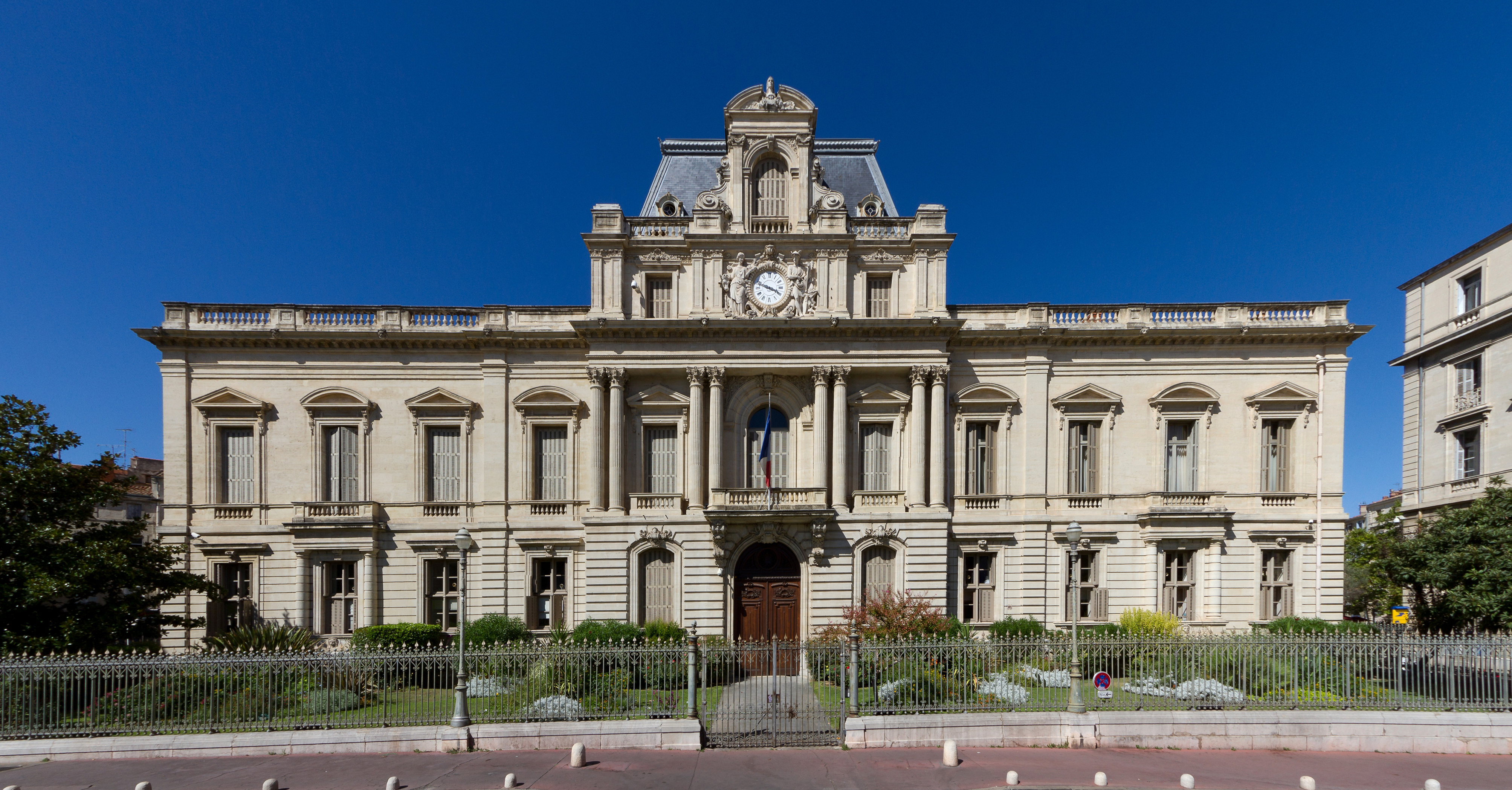
Präfektur, im Zentrum der Altstadt

## Kultur

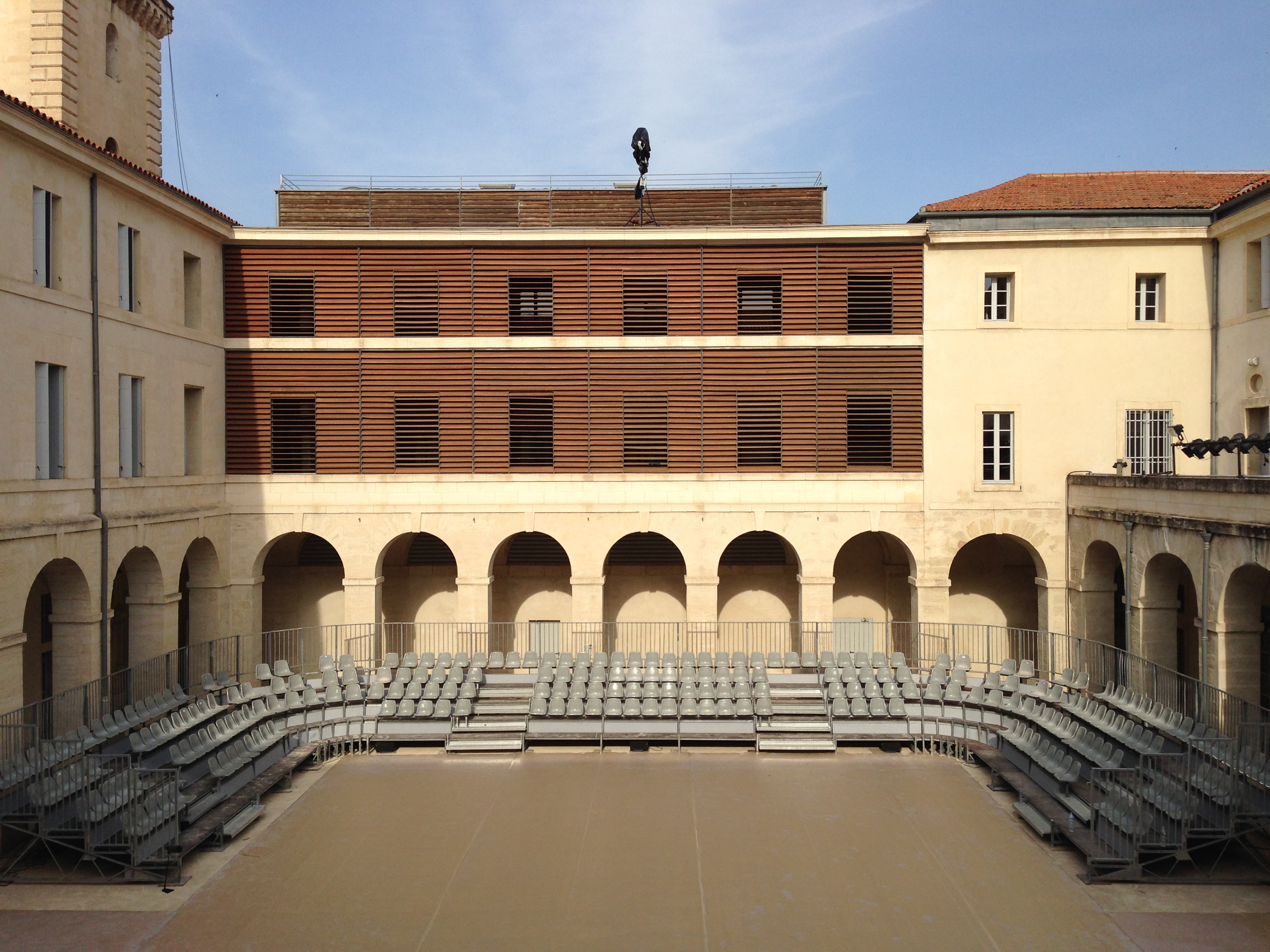
Montpellier Danse Festival 2014 / Innenhof der Agora – Cité Internationale de la Danse

### Montpellier Danse
Seit 1981 ist Montpellier Heimat des von Dominique Bagouet gegründeten Tanzfestivals Montpellier Danse. Unter der Leitung von Bagouets ehemaligem Assistenten Jean-Paul Montanari, der 1983 die Position des Direktors übernahm, entwickelte sich das Festival zu einem der wichtigsten Anlaufpunkte der internationalen Tanzszene. Zu den von Montpellier Danse regelmäßig koproduzierten Weltpremieren gehören u. a. Choreografien der Batsheva Dance Company, Nederlands Dans Theater, Rosas, William Forsythe, Sasha Waltz & Guests, Jan Fabre, Raimund Hoghe, Boris Charmatz und Emanuel Gat.
1996 wurde das ursprünglich auf den Sommer limitierte Festival um eine ganzjährige Theatersaison erweitert. Sitz ist die, mitten in der Innenstadt im ehemaligen Couvent de Saint-Gilles gelegene, Agora – cité internationale de la danse.
Das direkt nebenan situierte Institut Chorégraphique International / Centre Chorégraphiqe National Montpellier, eines der 19 französischen Produktionszentren für zeitgenössischen Tanz, wird nach Dominique Bagouet (1984–1992) und Mathilde Monnier (1994–2013) seit 2015 von Christian Rizzo geleitet.

### Montpellier Contemporain
Montpellier Contemporain ist ein Zentrum für zeitgenössische Kunst im Herzen der Stadt. Es vereint die drei Abteilungen MO.CO. (das Hauptgebäude mit Fokus auf internationale Ausstellungen), MO.CO. Panacée (ein Eventspace für Ausstellungen, Lectures & Shows) und MO.CO. Esba (die École Supérieure des Beaux-Arts de Montpellier).
Nach einem Skandal um den ehemaligen Direktor Nicolas Bourriaud leitet seit 2021 Numa Hambursin das Zentrum.

## Persönlichkeiten
Berühmte Söhne und Töchter von Montpellier sind unter anderem der Botaniker Pierre Magnol, der Staatsmann Jean-Jacques Régis de Cambacérès, der Philosoph und Religionskritiker Auguste Comte, die Sängerin Juliette Gréco sowie der Politiker Jean-Luc Dehaene.

## Städtepartnerschaften
- Louisville (Kentucky, USA) seit 1955
- Heidelberg (Deutschland) seit 1961 (vertreten mit dem Maison de Heidelberg / Heidelberg-Haus). Stadtteile von Montpellier haben Partnerschaften mit Stadtteilen in Heidelberg: La Mosson mit dem Emmertsgrund und Les Aubes-Rimbaud-Pompignane-Pasquier-Jean Monnet mit Kirchheim.
- Barcelona (Katalonien, Spanien) seit 1963
- Chengdu (Sichuan, Volksrepublik China) seit 1981
- Tiberias (Israel) seit 1983
- Fès (Marokko) seit 2003
- Tlemcen (Algerien) seit 2009
- Rio de Janeiro (Brasilien) seit 2011
- Kos (Griechenland) seit 2012
- Sherbrooke (Québec, Kanada) seit 2013

## Sport
- Rugby: Der 1986 durch eine Fusion entstandene Montpellier Hérault Rugby ist das sportliche Aushängeschild der Stadt und spielt in der erstklassigen französischen Liga Top 14, bei der sie in der Saison 2022 erstmals den Meistertitel gewannen. Den zweitwichtigsten europäischen Wettbewerb Champions Cup gewannen sie bisher zweimal, 2016 und 2021. Heimstätte ist das 2007 erbaute und kunstvoll gestaltete GGL Stadium. Das Stadion war einer der Austragungsorte der Rugby-Union-Weltmeisterschaft 2007, nicht aber derjenigen von 2023.
- Handball: Montpellier ist die Heimat des 1982 gegründeten Handballclubs Montpellier HB, der zu den erfolgreichsten Vereinen im französischen Handball zählt. Zwischen 1995 und 2012 gewann Montpellier HB 14 mal die französische Meisterschaft, die Starligue. 2003 und 2018 triumphierten sie als bisher einzige französische Mannschaft in der EHF Champions League, dem höchsten europäischen Vereinswettbewerb im Handball.
- Fußball: Der 1974 gegründete Montpellier HSC spielt in der erstklassigen französischen Ligue 1 und trägt seine Heimspiele im 1972 erbauten Stade de la Mosson aus. In der Saison 2011/12 wurde der Verein erstmals französischer Fußballmeister.
- Radsport: Montpellier war unter anderem 1993, 1994, 2005, 2007, 2011 und 2013 Etappenzielort der Tour de France.
- Karate: 2016 war die Stadt Austragungsort der 51. Europameisterschaft im Karate.[10]

## Klimatabelle
|                       | Jan  | Feb  | Mär  | Apr  | Mai  | Jun  | Jul  | Aug  | Sep  | Okt  | Nov  | Dez  |   |      |
| Mittl. Tagesmax. (°C) | 10,5 | 12,0 | 14,9 | 17,6 | 21,0 | 25,5 | 28,5 | 27,7 | 24,6 | 19,8 | 14,9 | 11,1 | ⌀ | 19   |
| Mittl. Tagesmin. (°C) | 1,2  | 1,7  | 5,0  | 7,5  | 10,8 | 14,0 | 16,2 | 16,2 | 14,0 | 9,6  | 5,4  | 2,3  | ⌀ | 8,7  |
|                       |      |      |      |      |      |      |      |      |      |      |      |      |   |      |
| Niederschlag (mm)     | 72   | 72   | 55   | 55   | 52   | 33   | 20   | 42   | 62   | 110  | 63   | 63   | Σ | 699  |
|                       |      |      |      |      |      |      |      |      |      |      |      |      |   |      |
| Sonnenstunden (h/d)   | 4,7  | 5,9  | 6,6  | 8,4  | 8,9  | 10,8 | 11,9 | 9,8  | 8,3  | 6,0  | 4,8  | 4,0  | ⌀ | 7,5  |
|                       |      |      |      |      |      |      |      |      |      |      |      |      |   |      |
| Regentage (d)         | 7    | 5    | 6    | 6    | 5    | 4    | 2    | 4    | 4    | 6    | 5    | 6    | Σ | 60   |
|                       |      |      |      |      |      |      |      |      |      |      |      |      |   |      |
| Luftfeuchtigkeit (%)  | 74   | 71   | 72   | 67   | 67   | 65   | 59   | 66   | 71   | 74   | 75   | 78   | ⌀ | 69,9 |

| 1,2 |

| 1,7 |

| 5,0 |

| 7,5 |

| 10,8 |

| 14,0 |

| 16,2 |

| 16,2 |

| 14,0 |

| 9,6 |

| 5,4 |

| 2,3 |

| 1,2 |

| 1,7 |

| 5,0 |

| 7,5 |

| 10,8 |

| 14,0 |

| 16,2 |

| 16,2 |

| 14,0 |

| 9,6 |

| 5,4 |

| 2,3 |